# Hammond (Wisconsin)
Hammond é uma vila localizada no estado norte-americano de Wisconsin, no Condado de St. Croix.

## Demografia
Segundo o censo norte-americano de 2000, a sua população era de 1153 habitantes.
Em 2006, foi estimada uma população de 1855, um aumento de 702 (60.9%).

## Geografia
De acordo com o United States Census Bureau tem uma área de
3,6 km², dos quais 3,6 km² cobertos por terra e 0,0 km² cobertos por água.

## Localidades na vizinhança
O diagrama seguinte representa as localidades num raio de 20 km ao redor de Hammond.